# 竹岡一郎
竹岡 一郎（たけおか いちろう、1963年 - 2024年）は、俳人。大阪府生まれ。1992年俳句結社「鷹」入会、藤田湘子、小川軽舟に師事。1995年鷹新人賞、鷹エッセイ賞、2007年鷹俳句賞、2009年鷹月光集同人、2014年「攝津幸彦、その戦争詠の二重性」にて第34回現代俳句評論賞。俳人協会会員。

## 著作

### 句集
- 『蜂の巣マシンガン』（ふらんす堂、2011年）
- 『ふるさとのはつこひ』（ふらんす堂、2015年）
- 『けものの苗』（ふらんす堂、2018年）

### 作品
- 竹岡一郎 「神人合一論」（週刊俳句 2013年2月3日掲載）
- 竹岡一郎 「炎帝よなべて地獄は事も無し」（週刊俳句 2015年7月19日掲載）